# Uperoleia rugosa
Espèce
Synonymes
- Pseudophryne rugosa Andersson, 1916
- Pseudophryne fimbrianus Parker, 1926
- Uperoleia fimbrianus (Parker, 1926)

Statut de conservation UICN

 LC  : Préoccupation mineure
Uperoleia rugosa est une espèce d'amphibiens de la famille des Myobatrachidae.

## Répartition
Cette espèce est endémique de l'est de l'Australie. Elle se rencontre dans le sud-est du Queensland et dans le nord-est et le centre de la Nouvelle-Galles du Sud,. Son aire de répartition couvre environ 963 500 km2.

## Description

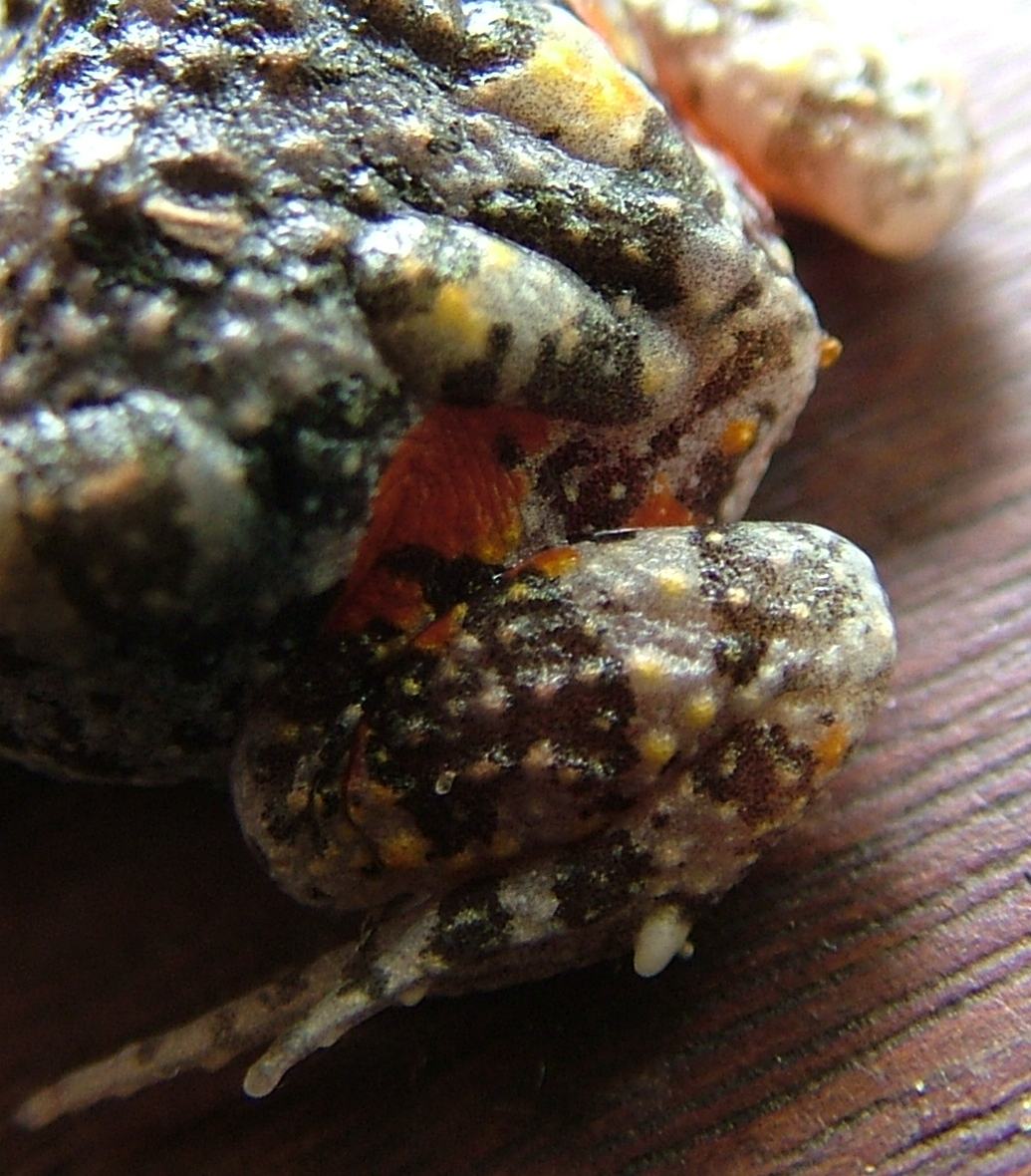
Uperoleia rugosa, vue rapprochée de l'arrière du corps.

Uperoleia rugosa mesure de 18 à 32 mm. Son dos varie du gris au brun et présente des taches sombres. Sa peau est rugueuse (d'où son nom d'espèce). Son ventre est lisse et de couleur grise. Les glandes parotoïdes et celles de l'aine, grandes par rapport à la taille de la grenouille, sont jaunâtres. L'arrière des genoux et l'aine sont orange vif.

## Publication originale
- Andersson, 1916 : Results of Dr. E. Mjöbergs Swedish scientific expeditions to Australia 1910-1913. 9. Batrachians from Queensland. Kongliga Svenska Vetenskaps-Akademiens Handlingar, vol. 52, p. 1-20 (texte intégral).